# Línea 468 (Montevideo)
La línea 468 fue una línea urbana que unía las ciudades de Montevideo y La Paz. Dejó de funcionar como tal tras la apertura del Corredor Garzón en 2012.

## Historia

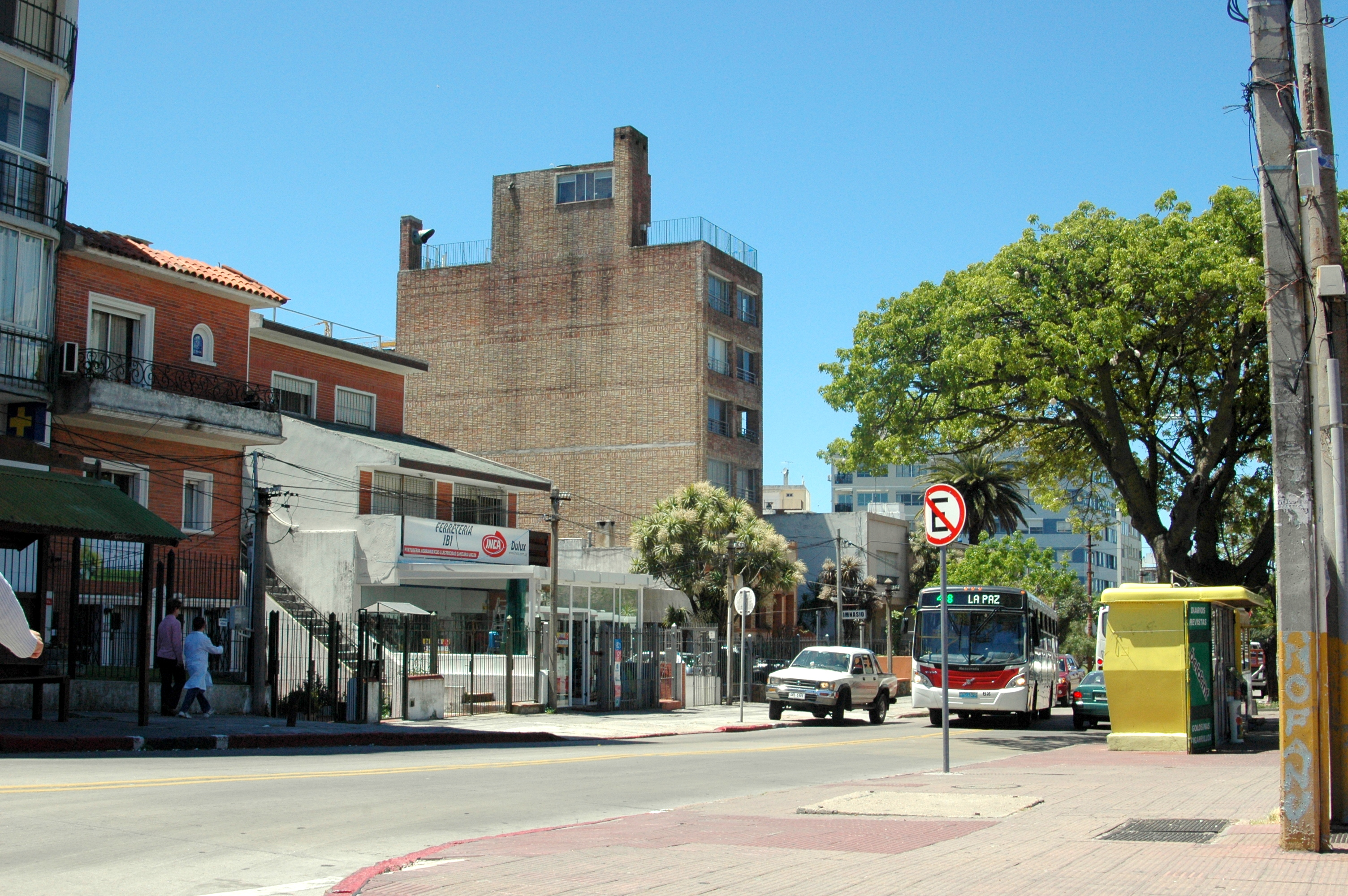
Línea 468 hacia La Paz.

Como antecedente a la línea 468, existió la línea 68 de la Administración Municipal de Transporte, la cual en 1975 comenzó a ser operada por la cooperativa COTSUR. Tras la disolución de dicha cooperativa, en los años noventa, la línea 68 poseía al momento dos ramales, negro y rojo, siendo ambos adquiridos por la cooperativa COETC, quien le otorgó la denominación de 468 al ramal negro, mientras que el ramal rojo se convirtió en una línea diferencial, la línea D4, la misma tendría muy poco éxito y dejaría de funcionar al muy poco tiempo. 
En 2012 debido a la inauguración de la Terminal Colón y del Corredor Garzón y las modificaciones que devinieron posteriormente en diversas líneas de la zona,  la línea 468, al igual que la línea 130 fueron renombradas ambas como línea G, en referencia al corredor homónimo. En el año 2020, la línea 130 retomó la operación con la denominación 130, quedando el recorrido de la entonces línea 468 como el único recorrido de la línea G.

## Recorridos
Circulaba por los barrios Carrasco Norte, Cruz de Carrasco, Malvín Norte, Malvín, Buceo, Pocitos, Cordón, Aguada, Arroyo Seco, Bella Vista, Prado, Paso Molino, Belvedere, Sayago y Colón de Montevideo, así como también por la localidad de Abayubá y la ciudad de La Paz en el departamento de Canelones.
| Ida - Terminal Portones - Avenida Bolivia - Camino Carrasco - Pedro Cosio - Flammarión - Alberto Zum Felde - Pitágoras - Alejandro Gallinal - Aconcagua - Almería - Hipólito Yrigoyen - Avenida Rivera - Daniel Fernández Crespo - Avenida de las Leyes - Avenida Agraciada - San Quintín - Avenida Eugenio Garzón - Avenida César Mayo Gutiérrez - José Batlle y Ordóñez (La Paz) - Avenida Artigas - José Enrique Rodó - Luis Alberto de Herrera - La Paz | Vuelta - La Paz - José Batlle y Ordóñez - Avenida César Mayo Gutiérrez - Avenida Eugenio Garzón - San Quintín - Juan Pandiani - Avenida Agraciada - Avenida de las Leyes - Magallanes - Miguelete - Arenal Grande - Avenida Uruguay - Eduardo Acevedo - José Enrique Rodó - Bulevar Artigas - Avenida Rivera - Arrascaeta - Verdi - Ámsterdam - Velsen - Almería - Aconcagua - Alejandro Fleming - Avenida Rivera - Alejandro Gallinal - Pitágoras - Alberto Zum Felde - Flammarión - Alejandro Gallinal - Camino Carrasco - Avenida Bolivia - Guillermo Arrospide - Catania - Messina - Terminal Portones |

### Destinos intermedios
Ida
- Terminal Colón

Vuelta
- Cementerio Buceo
- Playa Malvín (18 de Diciembre y Rambla)